# زماج ایرکرفت
زماج ایرکرفت (انگلیسی: Zmaj Aircraft) شرکت هوافضای صربستانی است، که در سال ۱۹۲۷ تأسیس شد.